# Shadow (Ashlee Simpson-låt)
"Shadow" är den andra singeln från Ashlee Simpsons debutalbum, Autobiography. Den gavs ut 2004, singeln nådde som högst plats 57 i USA, och blev därmed Simpsons andra singel på Billboard Hot 100. I Australien placerade den sig som högst på plats 31.

## Låtinformation
"Shadow" är skriven av Ashlee Simpson, Kara DioGuardi and producenten John Shanks. Den är tre minuter och 59 sekunder lång, och är det tredje spåret på Autobiography.

## Låtlista
| Nr | Titel          | Version                   | Längd |
| -- | -------------- | ------------------------- | ----- |
| 1  | "Shadow"       | Album Version             | 3:59  |
| 2  | "Pieces of Me" | 29 Palms Remix Vocal Edit | 4:05  |
| 3  | "Sorry"        | Non LP Version            | 3:45  |
| 4  | "Shadow"       | Video                     |       |